# Мистер Мерседес (телесериал)
«Ми́стер Мерсе́дес» (англ. Mr. Mercedes) — американский детективный телесериал, основанный на одноимённом романе Стивена Кинга. Премьера сериала, созданного Дэвидом Э. Келли состоялась на телеканале Audience 9 августа 2017 года.
10 октября 2017 года сериал был продлён на второй сезон из десяти эпизодов с премьерой в 2018 году. Премьера третьего сезона, также состоящего из 10 эпизодов, состоялась 10 сентября  2019 года.

## Сюжет
Брейди Хартсфилд угоняет «Мерседес» и врезается в толпу людей, убив шестнадцать человек. Инспектор Билл Ходжес понимает, что это не было несчастным случаем, однако не успевает раскрыть дело до выхода на пенсию. Спустя два года Хартсфилд бросает вызов Ходжесу. Ходжес, находясь на пенсии, начинает частное расследование, касающиеся наезда на людей на ярмарке вакансий.

## В ролях
= Главная роль в сезоне
     = Второстепенная роль в сезоне
     = Гостевая роль в сезоне
     = Не появляется

### Основной состав
| Брендан Глисон        | детектив Кермит Уильям «Билл» Ходжес | 10 | 10 | 10 | 30 |
| Гарри Тредэвэй        | Брейди «Мистер Мерседес» Хартсфилд   | 10 | 10 |    | 20 |
| Келли Линч            | Дебора Энн Хартсфилд                 | 8  |    |    | 8  |
| Джаррел Джером        | Джером Робинсон                      | 9  | 8  | 10 | 27 |
| Скотт Лоуренс         | детектив Питер Диксон                | 8  | 1  |    | 9  |
| Роберт Стэнтон        | Энтони «Роби» Фробишер               | 10 | 1  |    | 11 |
| Брида Вул             | Лу Линклаттер                        | 9  | 8  | 10 | 27 |
| Жюстин Люпе           | Холли Гибни                          | 5  | 10 | 10 | 25 |
| Мэри-Луиз Паркер      | Джанель Паттерсон                    | 6  |    |    | 6  |
| Холланд Тейлор        | Ида Сильвер                          | 9  | 10 | 10 | 29 |
| Джек Хьюстон          | доктор Феликс Бабино                 |    | 9  |    | 9  |
| Максимилиано Эрнандес | Антонио Монтез                       |    | 9  | 7  | 16 |
| Тесса Феррер          | Кора Бабино                          |    | 9  |    | 9  |
| Рармиан Ньютон        | Пит Сауберс                          |    |    | 10 | 10 |
| Габриел Эберт         | Моррис Беллами                       |    |    | 10 | 10 |
| Всего эпизодов        | Всего эпизодов                       | 10 | 10 | 10 | 30 |

- Брендан Глисон — детектив Кермит Уильям «Билл» Ходжес, бывший полицейский на пенсии. Сварлив, циничен, но при этом готов добиваться справедливости любой ценой и, несмотря на внешнюю холодность, дорожит близкими ему людьми.
- Гарри Тредэвэй — Брейди «Мистер Мерседес» Хартсфилд, молодой социопат, с детства подвергавшийся сексуальному растлению со стороны матери, добивается своих целей любым путём, не считаясь ни с чем и без сожалений устраняя любого на своём пути.
- Келли Линч — Дебора Энн Хартсфилд, мать Брейди, алкоголичка и извращенка, живёт своим собственным миром, совершенно не беспокоясь, что её сын стал чудовищем. Погибла, отравившись котлетой из напичканного ядом фарша, который Брейди приберёг для собаки Джерома.
- Джаррел Джером — Джером Робинсон, чернокожий подросток, хорошо владеющий компьютерами, изначально подрабатывал стрижкой газонов, а затем, заинтересовавшись делом Мистера Мерседеса, принял в нём активное участие.
- Скотт Лоуренс — детектив Питер Диксон, бывший коллега Билла, продолживший официальное расследование дела Мистера Мерседеса после ухода Билла на пенсию. Умер от инфаркта за несколько дней до своей отставки.
- Роберт Стэнтон — Энтони «Роби» Фробишер, педантичный начальник Брейди в магазине бытовой техники. Убит Брейди, когда тот заподозрил его в осведомлении полиции.
- Брида Вул — Лу Линклаттер, лесбиянка, работала с Брейди в магазине бытовой электроники и считала его своим другом. Была ранена Брейди ножом в живот, узнав его на фестивале. Позже, во время суда над Брейди, выстрелила ему в глаз из самодельного пистолета.
- Жюстина Люпе — Холли Гибни, аутистка, родственница Джанель и Оливии. Как и Джером, хорошо разбирается в компьютерах и присоединяется к нему и Биллу, имея уже личные счёты к Мистеру Мерседесу.
- Мэри-Луиз Паркер — Джанель Паттерсон, сестра хозяйки угнанного мерседеса Оливии Трелони, решила помочь Биллу Хождесу в его расследовании, желая восстановить доброе имя сестры. Подорвалась на предназначенной Ходжесу мине и погибла.
- Холланд Тейлор — Ида Сильвер, добродушная соседка Билла, имеющая на него определённые виды. Позднее, поняв, что терпит поражение, находит себе другого бойфренда.
- Джек Хьюстон — Феликс Бабино, врач и муж Коры Бабино.
- Максимилиано Эрнандес — Антонио Монтез, помощник окружного прокурора.
- Тесса Феррер — Кора Бабино, руководитель отдела маркетинга крупной фармацевтической корпорации и жена Феликса Бабино.
- Рармиан Ньютон — Пит Сауберс, ученик средней школы, чей отец стал инвалидом во время бойни с Хартсфилдом.
- Габриел Эберт — Моррис Беллами, очень умный, но очень ненормальный фанат литературы.

### Второстепенный состав
| Энн Кьюсак        | Оливия Трелони             | 3  |    |    | 3  |
| Николь Барре      | детектив Иззи Торрес       | 5  |    |    | 5  |
| Эд Андерсон       | Пол                        | 8  |    |    | 8  |
| Макайла Лисиак    | Барбара Робинсон           | 3  | 3  |    | 6  |
| Грэм Баффенбаргер | Джеральд Хартсфилд         | 4  | 3  |    | 7  |
| Дэвид Ферр        | Джош                       | 4  |    |    | 4  |
| Мэдди Хассон      | Элли Ходжес                | 3  |    | 2  | 5  |
| Нэнси Трэвис      | Донна Ходжес               | 1  | 8  |    | 9  |
| Вирджиния Кулл    | медсестра Сэйди МакДональд |    | 3  |    | 3  |
| Майк Старр        | «Библиотечный Эл»          |    | 7  |    | 7  |
| Тамми Арнолд      | медсестра Мэгги Вилмер     |    | 7  |    | 7  |
| Дина Уэйд         | медсестра Рут Скапелли     |    | 4  |    | 4  |
| Джош Догерти      | Том Сауберс                |    |    | 10 | 10 |
| Клэр Бронсон      | Марджери Сауберс           |    |    | 10 | 10 |
| Бретт Гельман     | адвокат Ролан Филькинштэйн |    |    | 9  | 9  |
| Натали Пол        | прокурор Сара Пэйс         |    |    | 6  | 6  |
| Глинн Тёрмен      | судья Бернард Рейнс        |    |    | 6  | 6  |
| Кейт Малгрю       | Альма Лэйн                 |    |    | 9  | 9  |
| Брюс Дерн         | Джон Ротштейн              |    |    | 8  | 8  |
| Пэтч Дарраг       | Эндрю Холидэй              |    |    | 4  | 4  |
| Всего эпизодов    | Всего эпизодов             | 10 | 10 | 10 | 30 |

## Эпизоды
| Сезоны | Сезоны | Эпизоды | Оригинальная дата показа | Оригинальная дата показа |
| Сезоны | Сезоны | Эпизоды | Премьера сезона          | Финал сезона             |
| ------ | ------ | ------- | ------------------------ | ------------------------ |
|        | 1      | 10      | 9 августа 2017           | 11 октября 2017          |
|        | 2      | 10      | 22 августа 2018          | 24 октября 2018          |
|        | 3      | 10      | 10 сентября 2019         | 12 ноября 2019           |

### Сезон 1 (2017)
| № общий | № в сезоне | Название                                                        | Режиссёр    | Автор сценария                      | Дата премьеры    |
| --- | ---------- | --------------------------------------------------------------- | ----------- | ----------------------------------- | ---------------- |
| 1 | 1          | «Pilot» «Пилот»                                                 | Джек Бендер | Дэвид Э. Келли                      | 9 августа 2017   |
| Маньяк на угнанном белом Мерседесе врезается в толпу людей, ожидавших открытия ярмарки вакансий, убив шестнадцать человек, в том числе и мать с грудничком. Прибывший на место пожилой инспектор Билл Ходжес сразу понимает, что наезд был умышленный. Вскоре ему приходится уйти на пенсию и дело остаётся нераскрытым. Спустя два года Ходжесу, живущему скучной жизнью пенсионера, снова приходится вернуться к нераскрытому преступлению. В городе есть один молодой человек по имени Брейди Хартфилд, странный парень с хорошими познаниями в электронике, живущий со своей склонной к извращениям матерью-пьяницей, работает в городском магазине электроники и одновременно мороженщиком. Это он был за рулём того Мерседеса, и то, что ему удалось уйти от ответственности, скорее огорчило его, жаждущего острых ощущений. Брейди вызывает бывшего полицейского на дуэль. Билл принимает вызов. |            |                                                                 |             |                                     |                  |
| 2 | 2          | «On Your Mark» «На старт»                                       | Джек Бендер | Дэвид Э. Келли                      | 16 августа 2017  |
| Билл знакомится с Джанель Патерсон. Её сестра Оливия Трелони была хозяйкой того мерседеса и покончила с собой из-за обвинений в связи с убийцей. Джанель просит Билла помочь восстановить доброе имя сестры. Возникшая симпатия приводит к близким отношениям. |            |                                                                 |             |                                     |                  |
| 3 | 3          | «Cloudy, With a Chance of Mayhem» «Облачно, возможен хаос»      | Джон Коулз  | А. М. Хомс                          | 23 августа 2017  |
| Биллу помогает чернокожий подросток-хакер Джером, несмотря на то, что сварливый старик не всегда вежлив с ним. Тем временем Брейди конструирует некое устройство, способное управлять любым электроприбором на расстоянии. Так он убивает гомофоба и расиста Спрингфилда, у которого в магазине электроники возник конфликт с продавщицей Лу, открытой лесбиянкой. Он подстраивает Спрингфилду проезд на ложный зелёный свет и столкновение с грузовиком, а также отключает камеры наблюдения у дома Билла. |            |                                                                 |             |                                     |                  |
| 4 | 4          | «Gods Who Fall» «Падшие боги»                                   | Джек Бендер | Деннис Лихейн                       | 30 августа 2017  |
| Билл, используя старые связи, начинает потихоньку находить зацепки. Заодно он блефует, сообщив Брейди, что Мистер Мерседес уже арестован, но общественности об этом не сообщают. Это злит маньяка, и он решает отравить собаку Джерома, но вовремя вернувшийся подросток пугает его, и Брейди сбегает, не успев дать собаке отраву. В тот же день мать Брейди чуть не сжигает дом, забыв выключить плиту, за что им обоим пожарные выписывают штраф. Вечером он пытается поиздеваться над Биллом, но Билл издевается над ним сам, угадав, что у мистера Мерседеса инцест с матерью. |            |                                                                 |             |                                     |                  |
| 5 | 5          | «The Suicide Hour» «Час самоубийства»                           | Джек Бендер | Брайан Голубофф и Софи Оуэнс-Бендер | 6 сентября 2017  |
| Игра кошки-мышки между Ходжесом и Брэди обостряется. Утром Билл решает проверить прошлые случаи угонов автомобилей и, проверяя одно такое дело, сам того не зная, оказывается у дома Брейди. У Брейди же из-за выходки его матери срывается важное собеседование, из-за чего его ругает его начальник Робби. У Ходжеса расстроенный разговор с матерью Джейни. Выпивка Деборы почти вызывает несчастный случай в доме Хартсфилда. |            |                                                                 |             |                                     |                  |
| 6 | 6          | «People in the Rain» «Люди под дождём»                          | Джек Бендер | Деннис Лихейн                       | 13 сентября 2017 |
| Билл знакомится с племянницей Джанель Холли Гибни — немного ненормальной девушкой. Вскоре умирает мать Оливии и Джанель. Перед похоронами Джанель передаёт Биллу ноутбук сестры, а тот передаёт его Джерому. Холли, как оказалось, тоже разбирается в компьютерах и помогает Джерому обойти программу безопасности. У Брейди проблемы на работе — уволили его коллегу Лу, и дома — мать нашла маску, в которой он был, когда давил людей. |            |                                                                 |             |                                     |                  |
| 7 | 7          | «Willow Lake» «Уиллоулейк»                                      | Джек Бендер | Деннис Лихейн                       | 20 сентября 2017 |
| Джанель предупреждает Билла, что после похорон хочет уехать, чем огорчает его. Брейди приезжает на похороны и наблюдает за Биллом. После церемонии Джанель уходит, чтобы подогнать к церкви машину Билла, который остался ждать с Холли. Неожиданно машина Билла с Джанель внутри взрывается, и она погибает. |            |                                                                 |             |                                     |                  |
| 8 | 8          | «From the Ashes» «Восстать из пепла»                            | Лора Иннес  | Софи Оуэнс-Бендер                   | 27 сентября 2017 |
| Огорчённый гибелью Джанель, Билл навещает в наркологической клинике свою дочь, опасаясь, что Мистер Мерседес навредит ему через неё. Тем временем Джером и Холли, изучая ноутбук Оливии, находят аудиофайлы, которыми Брейди пугал Оливию, а также узнают, что Оливия незадолго до случая с машиной отдавала ноутбук в ремонт. Ноутбук и информацию Билл передаёт полиции. В это время Дебра, мать Брейди, готовит ужин из забытого Брейди в холодильнике отравленного фарша. Съев получившуюся котлету, она травится и умирает. |            |                                                                 |             |                                     |                  |
| 9 | 9          | «Ice Cream, You Scream, We All Scream» «Отмороженное мороженое» | Кевин Хукс  | Брайан Голубофф                     | 4 октября 2017   |
| Полиция выясняет, кто ремонтировал ноутбук Оливии. Брейди, узнав об интересе полиции к нему, убивает своего шефа Робби, решив, что это он выдал его. Билл вместе с бывшими коллегами участвует в штурме дома Брейди. Пока группа захвата изучает компьютеры, Билл поднимается в спальню, где находит труп Дебры и лежащего с ней в постели мужчину в красной толстовке. Он не успевает его рассмотреть — в комнате возникает пожар, и он вынужден уйти. Его коллега Пит уверен, что Мистер Мерседес покончил с собой, а Билл только надеется. |            |                                                                 |             |                                     |                  |
| 10 | 10         | «Jibber-Jibber Chicken Dinner» «Врешь, не уйдешь»               | Джек Бендер | Деннис Лихейн                       | 11 октября 2017  |
| Билл всё-таки догадывается, что Брейди провёл полицейских и теперь готовит свою последнюю страшную акцию. Тот меняет внешность и под видом инвалида-колясочника проникает на массовое мероприятие. Он закладывает мину, ранит случайно наткнувшуюся на него Лу. Та всё же зовёт на помощь. Приезжает Билл, угадавший намерения Брейди. Он узнал от Лу, как выглядит Брейди, и бежит за ним. Там же он встречает Холли и Джерома и просит их покинуть мероприятие. Сам он от переживаний получает инфаркт и теряет сознание, уже взяв Брейди на мушку. Брейди уже готов активировать бомбу в толпе людей, но на него набрасывается Холли и жестоко избивает его статуэткой, подаренной Биллом, а Джером деактивирует бомбу. На этом кошмар заканчивается. Билл переносит операцию на сердце, Холли и Джером награждены городскими властями, Лу поправляется после ножевого ранения, а компьютерный магазин ищет нового менеджера и нового продавца. Перед выпиской из больницы Билл заглядывает в палату, где лежит Брейди, впавший в глубокую кому из-за нанесённой черепно-мозговой травмы. Хотя врачи говорят Биллу, что Брейди уже не выйдет из комы, Билл всё же говорит бесчувственному телу, что он будет начеку, если тот вдруг оживёт. Через некоторое время после ухода Билла Брейди подаёт слабые признаки жизни. |            |                                                                 |             |                                     |                  |

### Сезон 2 (2018)
| № общий | № в сезоне | Название                                                        | Режиссёр     | Автор сценария                                  | Дата премьеры    |
| --- | ---------- | --------------------------------------------------------------- | ------------ | ----------------------------------------------- | ---------------- |
| 11 | 1          | «Missed You» «Давно не виделись»                                | Джек Бендер  | Деннис Лихейн                                   | 22 августа 2018  |
| После происшествия на фестивале Билл Ходжес попадает в кардиологию, а Брейди Хартсфилд к нейрохирургам. Проходит год. Билл по-прежнему живёт один со своей черепахой, вместе с Холли Гибни держит коллекторскую контору, его всё ещё домогается соседка Ида, у него умирает друг и бывший коллега Пит. Время от времени Билл заглядывает в больницу, проведать Брейди, который всё ещё в коме. Тем временем нейрохирург Феликс Бабино решает протестировать на бесчувственном Брейди нелегально полученное китайское лекарство. И вот однажды Брейди приходит в себя, но оказывается в каком-то внутреннем мире, похожим на подвал его дома |            |                                                                 |              |                                                 |                  |
| 12 | 2          | «Let's Go Roaming» «На поиски»                                  | Джек Бендер  | Дэвид Э. Келли                                  | 29 августа 2018  |
| Осознав себя, Брейди понимает, что может выходить во внешний мир через компьютеры. Сначала к нему приходит прокурор Тони Монтез, желающий отправить Брейди под суд за его преступления, но так как для окружающих он всё ещё бесчувственное тело, то он уходит ни с чем, затем к Брейди приходит ухаживающая за ним санитарка Сейди. Используя свои компьютеры Брейди пытается овладеть её разумом и случайно выдаёт себя. Новость тут разлетается по городу. Об этом узнаёт Лу, не до конца оправившаяся от нанесённого Брейди год назад ранения, узнает и Билл, когда они с Холли были на вечеринке у приехавшего на каникулы Джерома. Билл едет в больницу, тем временем Брейди всё же удалось взять Сейди под свой контроль и когда Билл приезжает, он пытается убить старого недруга, используя Сейди. Билла спасает случайность. |            |                                                                 |              |                                                 |                  |
| 13 | 3          | «You Can Go Home Now» «Можешь идти домой»                       | Джек Бендер  | Майк Батистик                                   | 5 сентября 2018  |
| После происшествия в больнице Билл начинает следить за Сейди. Попутно он встречается со своей бывшей женой Донной, приезжавшей на похороны Пита и пытается возобновить с ней отношения. К Брейди тем временем приходит его младший брат, когда-то убитый им. Лу хочет увидеть Брейди несмотря на возражения её любовницы и её психолога. Сейди, поняв, что Брейди влияет на её психику, решает уйти в другую больницу. Брейди не доволен и во время очередной помывки завладевает её телом и пытается её руками убить одного из пациентов, введя тому повышенную дозу морфия. Старшая медсестра Мэгги, знакомая Билла мешает ей и сообщает о происшествии Биллу. Тот приезжает и когда Брейди видит его глазами Сейди, то приходит в ярость и заставляет санитарку покончить с собой.                                                  |            |                                                                 |              |                                                 |                  |
| 14 | 4          | «Motherboard» «Внутри разума»                                   | Джек Бендер  | Саманта Стрэттон                                | 12 сентября 2018 |
| Билл и Джером заполучают смартфон Сейди и читают её переписку с её молодым человеком, где она жалуется на Брейди, будто он общается с ней. От Лу уходит её любовница, вечером она знакомится с другой девушкой, затем затевает драку с пристававшим к ним мужчиной и попадает в тюрьму. Брейди тем временем берет под контроль недалёкого и нездорового больничного библиотекаря Эла. |            |                                                                 |              |                                                 |                  |
| 15 | 5          | «Andale» «Вперед!»                                              | Питер Уэллер | Алексис Дин и Софи Оуэнс-Бендер                 | 19 сентября 2018 |
| Билл всё-таки догадывается, что Брейди как то овладел разумом Сейди. Но из-за его одержимости желанием заставить Брейди заплатить за его преступления у него портятся отношения с Холли. Прокурор Монтез требует от доктора Бабино привести Брейди в чувство, угрожая доктору неприятностями. Управляемый Брейди Эл проникает в дом Монтеза, убивает его ротвейлера и крадёт его пистолет, оставив на месте преступления написанную кровью фразу на латыни, которую Монтез произнёс будучи в палате Брейди и которую никто не мог слышать. Обнаружив это, Монтез вынужден просить Билла о помощи. |            |                                                                 |              |                                                 |                  |
| 16 | 6          | «Proximity» «Близость»                                          | Лора Иннес   | Брайан Голубофф и Алексис Дин                   | 26 сентября 2018 |
| Взаимодействуя, Билл и Монтез выходят на Эла. Вскоре несчастного библиотекаря арестовывают, однако его брат добивается его освобождения под залог. Брейди делают очередную операцию на мозге под наблюдением представителей китайского минздрава, предоставивших то самое лекарство. Китайцы недовольны отсутствием результатов и грозятся прекратить сотрудничество. Позже доктор Бабино ссорится со своей женой Корой, заподозрив её в побеге в случае обнаружения, что Брейди давали запрещённый препарат. |            |                                                                 |              |                                                 |                  |
| 17 | 7          | «Fell On Black Days» «Чёрная полоса»                            | Джек Бендер  | Саманта Стрэттон, Майк Батистик и Деннис Лихейн | 3 октября 2018   |
| Билл решает наконец махнуть на Брейди рукой. Эл просит своего брата увезти его из города. Но Брейди не собирается оставлять Эла в покое. Как только Эл включает свой планшет, Брейди опять завладевает его разумом и заставляет убить своего брата, после чего отправляет его в дом Билла. |            |                                                                 |              |                                                 |                  |
| 18 | 8          | «Nobody Puts Brady in a Crestmore» «Брейди в Кретмоур не место» | Джек Бендер  | Саманта Стрэттон, Майк Батистик и Деннис Лихейн | 10 октября 2018  |
| Эл нападает на Билла и жестоко избивает его. Прибежавшая на шум драки Ида отвлекает Брейди в голове Эла, что позволяет Биллу застрелить библиотекаря. Это оборачивается для Билла неприятностями, так как после больницы его ждёт следствие. Тем временем администрация больницы, устав от скандалов, связанных с именем Брейди Хартсфилда решает избавиться от него и перевести в хоспис Крестмор. Когда Монтез и Бабино приходят, чтобы помешать этому, то обнаруживают палату Брейди пустой. |            |                                                                 |              |                                                 |                  |
| 19 | 9          | «Walk Like a Man» «Стоять на двух ногах»                        | Джек Бендер  | Деннис Лихейн и Дэвид Э. Келли                  | 17 октября 2018  |
| Брейди очнулся и покинул больницу до того, как полиция успела окружить её. Пока его ищут, он внезапно появляется в доме у доктора Бабино. Взяв доктора и его жену в заложники, он требует объяснить, что они с ним сделали, после чего просит обоих... передать его полиции. Феликс и Кора привозят его в полицейский участок, прежде чем выйти из машины, Брейди просит беременную Кору поцеловаться с ним, после чего он идёт в участок, где его арестовывают. |            |                                                                 |              |                                                 |                  |
| 20 | 10         | «Fade to Blue» «Занавес»                                        | Джек Бендер  | Дэвид Э. Келли и Джонатан Шапиро                | 24 октября 2018  |
| Город готовится к суду над Брейди. Он сидит в тюрьме и кажется смирился со своей участью. Доктора Бабино и Кору ждут неприятности за их манипуляции с Брейди. Вскоре процесс начинается. Защита пытается представить Брейди совсем иным человеком, чем тем кем он был до комы. Иначе доказать, что Брейди Хартсфилд и Мистер Мерседес разные, не имеющие друг к другу какого либо отношения люди. Шансы освободить Брейди от ответственности велики, что не устраивает Билла, Холли и многих горожан, пострадавших из-за Брейди. Брейди по просьбе Билла навещает Лу, которая пытается понять, изменился ли он. На следующем заседании она как будто свидетельствует в его пользу, но закончив, подходит к нему и стреляет в лицо из самодельного пистолета, предположительно убив Брейди.                                             |            |                                                                 |              |                                                 |                  |

### Сезон 3 (2019)
| № общий | № в сезоне | Название                                      | Режиссёр        | Автор сценария                   | Дата премьеры    |
| --- | ---------- | --------------------------------------------- | --------------- | -------------------------------- | ---------------- |
| 21 | 1          | «No Good Deed» «Ни одно благое дело»          | Джек Бендер     | Дэвид Э. Келли                   | 10 сентября 2019 |
| Двое незадачливых грабителей в свое время пострадавших по вине Брейди Хартфилда залезают в дом известного в штате писателя Джона Ротштейна. Во время ограбления хозяин просыпается и провоцирует перестрелку, в которой погибают он сам и один из грабителей. Второй грабитель Моррис Беллами по странной иронии поклонник творчества Ротштейна уезжает с места преступления, прихватив с собой еще не опубликованные рукописи нового романа. Вскоре он попадает в аварию и оказывается в больнице, а рукописи попадают в руки местному подростку Питу, чей отец также пострадал под колесами угнанного Брейди мерседеса. А в это время в городе все внимание приковано к суду над Лу, для которой прокурор намерена добиваться обвинительного приговора несмотря на сочувствие общества. Новость об убийстве Ротштейна несколько ослабляет внимание к процессу. Билл Ходжес, сам давний поклонник Ротштейна, решает поучаствовать в расследовании. |            |                                               |                 |                                  |                  |
| 22 | 2          | «Madness» «Безумие»                           | Джек Бендер     | Дэвид Э. Келли и Джонатан Шапиро | 17 сентября 2019 |
| 23 | 3          | «Love Lost» «Потерянная любовь»               | Джек Бендер     | Дэвид Э. Келли и Джонатан Шапиро | 24 сентября 2019 |
| 24 | 4          | «Trial and Terror» «Метод проб и страхов»     | Джек Бендер     | Дэвид Э. Келли и Джонатан Шапиро | 1 октября 2019   |
| 25 | 5          | «Great Balls of Fire» «Большие огненные шары» | Лора Иннес      | Дэвид Э. Келли и Джонатан Шапиро | 8 октября 2019   |
| 26 | 6          | «Bad to Worse» «От плохого к худшему»         | Джек Бендер     | Дэвид Э. Келли и Джонатан Шапиро | 15 октября 2019  |
| 27 | 7          | «The End of the Beginning» «Конец начала»     | Джек Бендер     | Дэвид Э. Келли и Джонатан Шапиро | 22 октября 2019  |
| 28 | 8          | «Mommy Deadest» «Мертвая мамочка»             | Майкл Дж. Леони | Дэвид Э. Келли и Джонатан Шапиро | 29 октября 2019  |
| 29 | 9          | «Crunch Time» «Решающий момент»               | Джек Бендер     | Дэвид Э. Келли и Джонатан Шапиро | 5 ноября 2019    |
| 30 | 10         | «Burning Man» «Горящий человек»               | Джек Бендер     | Дэвид Э. Келли и Джонатан Шапиро | 12 ноября 2019   |

## Производство
Сериал официально был анонсирован в июле 2015 года. В мае 2016 года телеканал Audience заказал первый сезон из десяти эпизодов и объявил предполагаемый актёрский состав. В июне 2016 года Антон Ельчин, который должен был играть Брейди Хартфилда, погиб в результате несчастного случая. Энн-Маргрет изначально получила роль Иды Сильвер, однако была вынуждена покинуть проект из-за болезни одного из членов семьи. Её заменила Холланд Тейлор. После замен в актёрском составе, съёмки сериала стартовали в Чарлстоне, штат Южная Каролина в начале 2017 года.